# Иван Пуцељ
Иван Пуцељ (словен. Ivan Pucelj, Велике Лашче, 1. јун 1877 – Логор Дахау, 25. мај 1945) био је словеначки и југословенски политичар и писац.

## Биографија
Након завршене гимназије, морао је да одржава имање, због чега је школовање наставио као самоук. У политички живот је ушао 1902. године. Био је члан Народне напредне странке, Самосталне кметијске странке, Словеначке пољопривредне странке и Југословенске националне странке.
За народног посланика Народне скупштине Краљевине Југославије је биран у континуитету од 1923. до 1935. године.
Од 29. априла 1926. године је био министар пољопривреде и вода у другој влади Николе Узуновића. У другој влади генерала Петра Живковића је био министар без портфеља, од 3. септембра 1931. до 5. јануара 1932. године. Министар социјалне политике и народног здравља је био од 27. јануара 1934. до 18. априла 1934. године у петој влади Николе Узуновића.
На допунским изборима за сенат 3. фебруара 1935. године, изабран је за сенатора из Дравске бановине.
Ухапшен је у октобру 1944. године и током децембра интерниран у концентрациони логор Дахау. У логору је и умро 25. маја 1945. године.